# Alexandr Nikolajevič Machetov
Svatý Alexandr Nikolajevič Machetov (1868, Jurjuzaň-Ivanovskij zavod – 1918) byl ruský jerej ruské pravoslavné církve a mučedník.

## Život
Narodil se roku 1868 Jurjuzaň-Ivanovskym závodu v Zlatoustovském ujezdu Ufimské gubernie (dnes město Jurjuzaň v Čeljabinské oblasti) v rolnické rodině.
Roku 1887 dokončil studium na Blagověščenském učitelském učilišti a byl ustanoven učitelem a učitelem Zákona Božího v Sepyčevském zemském učilišti v Ochanském ujezdu Permské gubernie. Roku 1888 byl převeden do Speškovského zemského učiliště a roku 1890 do Šlykovského zemského učiliště.
Dne 26. listopadu 1894 byl rukopoložen na diakona a ustanoven do sirotčinského chrámu svatého archanděla Michaela ve městě Kungur a stal se také učitelem první třídy sirotčince.
Roku 1900 byl převeden do Novo-Usolského chrámu Proměnění Páně a stal se učitelem místní farní školy.
Dne 8. června 1901 složil zkoušky pro přijetí kněžství a 2. června 1902 byl rukopoložen na jereje. Byl ustanoven do chrámu Svaté Trojice ve vesnici Ljonva v Solikamském ujezdu (nyní součást města Berezniki v Permském kraji). Zde se stal učitelem Zákona Božího na ženském učilišti.
V letech 1912-1914 byl členem rady blahočiní.
Na podzim roku 1918 byl zatčen bolševiky; jeho levou ruku mu přibili a do pravé mu dali kříž, nakonec ho bodali bajonety a zastřelili.

## Kanonizace
Dne 20. srpna 2000 ho Ruská pravoslavná církev svatořečila jako mučedníka a byl zařazen mezi Sbor všech novomučedníků a vyznavačů ruských.
Jeho svátek je připomínán 20. června (7. června – juliánský kalendář).